# Hoa hậu Hoàn cầu
Hoa hậu Hoàn cầu (tiếng Anh: The Miss Globe) là một cuộc thi sắc đẹp quốc tế lớn lâu đời nhất thế giới, được xếp hạng thứ bảy trên thế giới dành cho nữ giới cấp quốc tế được tổ chức thường niên từ năm 1925 với tên gọi Dream Girl International. Tới năm 1975, nó được đổi tên thành Miss Globe  Cuộc thi có trụ sở chính thức tại Albania. Người chiến thắng đầu tiên của Miss Globe International với tên gọi "Dream Girl International" vào năm 1925 được xác định là Alma F. Cavagnaro đến từ Hoa Kỳ. 

## Lịch sử
Cuộc thi Hoa hậu Hoàn cầu bắt nguồn từ năm 1925 với một cuộc thi được tổ chức tại Rạp chiếu phim Emek ở quận Beyoğlu của Istanbul , Thổ Nhĩ Kỳ. Cuộc thi được Alien Mouradian, một trong những giám đốc rạp chiếu phim, sáng tạo ra như một cách để thu hút khán giả đến rạp. Sự kiện ban đầu được gọi là Dream Girl International và người chiến thắng đầu tiên được cho là Alma F. Cavagnaro đến từ Hoa Kỳ. Tuy nhiên, Arak Çetin cũng được trích dẫn là người đầu tiên giành danh hiệu, mặc dù một số báo cáo đương thời cho rằng cuộc thi đã bị đánh giá không công bằng. Do tranh cãi này, các nhà điều hành rạp chiếu phim đã thông báo rằng họ sẽ ngừng cuộc thi ngay sau khi ra mắt. 
Sau đó, Mouradian chuyển đến Hoa Kỳ và tiếp tục tổ chức cuộc thi Hoa hậu Hoàn cầu, đáng chú ý là tổ chức một sự kiện tại vũ hội dành cho người mẫu ở Winnipesaukee, nơi Alma Cavagnaro đã đăng quang. 
Đăng ký nhãn hiệu chính thức đầu tiên cho Cuộc thi sắc đẹp Hoa hậu Hoàn cầu được thực hiện tại Thổ Nhĩ Kỳ vào năm 1950, dưới sự bảo trợ của công ty phim quốc tế RCA . Cuộc thi sắc đẹp này đã trở thành một sự kiện truyền thống và vào năm 1975, được Charlie See mua lại sau khi Mouradian qua đời. 
Dưới sự lãnh đạo của See, cuộc thi Hoa hậu Hoàn cầu Quốc tế đã được tái cấu trúc và mở rộng. Cuộc thi chung kết tại Thổ Nhĩ Kỳ do Süha Özgermi chủ trì và được tổ chức tại sân khấu Halikarnas ở Bodrum , Muğla . Sau đó, cuộc thi đã phát triển thành một sự kiện toàn cầu, với các cuộc thi quốc gia được tổ chức tại nhiều quốc gia khác nhau, lên đến đỉnh điểm là một trận chung kết quốc tế. 
Trước khi cuộc thi chia thành nhiều tổ chức, một số quốc gia đã giành được nhiều danh hiệu: Philippines giành được 5 vương miện, trong khi Venezuela và Hoa Kỳ mỗi nước giành được 4 vương miện. Brazil giành được 3 danh hiệu, và Albania, Đức, Canada, Úc, Nga, Cộng hòa Séc và Cộng hòa Dominica mỗi nước giành được 2 vương miện. Các quốc gia khác chỉ giành được một vương miện bao gồm Thụy Sĩ, Algeria, Romania, Litva, Slovakia, Peru, Thổ Nhĩ Kỳ, Pháp, Argentina, Estonia, Turkmenistan, Tây Ban Nha, Na Uy, Ấn Độ, Việt Nam, Trung Quốc, Mexico, Kosovo và Malaysia. 
Hoa Hậu Hoàn cầu hiện nay được xếp vào Top 8 cuộc thi sắc đẹp lớn nhất hành tinh cùng với Hoa hậu Thế giới, Hoa hậu Hoàn vũ, Hoa hậu Quốc tế, Hoa hậu Trái Đất, Hoa hậu Siêu quốc gia, Hoa hậu Hoà bình Quốc tế, Hoa hậu Liên lục địa.

## Hoa hậu Hoàn cầu
| Năm  | Quốc gia          | Hoa hậu Hoàn Cầu         | Địa điểm tổ chức   | Số thí sinh tham dự |
| ---- | ----------------- | ------------------------ | ------------------ | ------------------- |
| 2024 | Colombia          | Diana Moreno             | Tirana, Albania    | 43                  |
| 2023 | Malaysia          | Manvin Khera             | Durrës, Albania    | 51                  |
| 2022 | Cộng hòa Dominica | Anabel Payano            | Tirana, Albania    | 50                  |
| 2021 | Philippines       | Maureen Montagne         | Tirana, Albania    | 50                  |
| 2020 | Kosovo            | Lorinda Kolgeci          | Tirana, Albania    | 42                  |
| 2019 | Mexico            | Alejandra Diaz de Leon   | Ulcinj, Montenegro | 46                  |
| 2018 | Trung Quốc        | Yu Yizhou                | Tirana, Albania    | 45                  |
| 2017 | Việt Nam          | Đỗ Trần Khánh Ngân       | Tirana, Albania    | 53                  |
| 2016 | Ấn Độ             | Dimple Patel             | Tirana, Albania    | 43                  |
| 2015 | Philippines       | Ann Lorraine Colis       | Toronto, Canada    | 38                  |
| 2014 | Canada            | Jacqueline Wojciechowski | Tirana, Albania    | 40                  |
| 2013 | Romania           | Bianca Maria Paduraru    | Tirana, Albania    | 36                  |
| 2012 | Albania           | Kleoniki Delijorgji      | Tirana, Albania    | 43                  |
| 2011 | Đức               | Stephanie Alice          | Tirana, Albania    | 41                  |
| 2010 | Litva             | Laura Urbonite           | Tirana, Albania    | 40                  |
| 2009 | Algeria           | Samah Gahfaz             | Durres, Albania    | 47                  |
| 2008 | Albania           | Almeda Abazi             | Durres, Albania    | 37                  |
| 2007 | Brazil            | Helen Da Silva           | Durres, Albania    | 40                  |
| 2006 | Venezuela         | Viviana Ramos            | Durres, Albania    | 41                  |
| 2005 | Slovenia          | Lucia Liptakova          | Durres, Albania    | 41                  |
| 2004 | Nga               | Kristina Slavinskaya     | Durres, Albania    | 44                  |

## Quốc gia chiến thắng
| Quốc gia/Vùng lãnh thổ | Số lần chiến thắng | Vào các năm |
| ---------------------- | ------------------ | ----------- |
| Philippines            | 2                  | 2015, 2021  |
| Albania                | 2                  | 2008, 2012  |
| Colombia               | 1                  | 2024        |
| Malaysia               | 1                  | 2023        |
| Cộng hòa Dominica      | 1                  | 2022        |
| Kosovo                 | 1                  | 2020        |
| Mexico                 | 1                  | 2019        |
| Trung Quốc             | 1                  | 2018        |
| Việt Nam               | 1                  | 2017        |
| Ấn Độ                  | 1                  | 2016        |
| Canada                 | 1                  | 2014        |
| Romania                | 1                  | 2013        |
| Đức                    | 1                  | 2011        |
| Lithuania              | 1                  | 2010        |
| Algeria                | 1                  | 2009        |
| Brazil                 | 1                  | 2007        |
| Venezuela              | 1                  | 2006        |
| Slovakia               | 1                  | 2005        |
| Nga                    | 1                  | 2004        |

## Danh sách đại diện Việt Nam
Bài chi tiết: Danh sách đại diện của Việt Nam tại các cuộc thi sắc đẹp lớn
Chú thích
- : Hoa hậu
- : Á hậu
- : Top 6/10/20
- : Không đạt giải

| Năm  | Tên                | Quê quán              | Danh hiệu quốc gia                   | Thứ hạng       | Giải thưởng đặc biệt                      |
| ---- | ------------------ | --------------------- | ------------------------------------ | -------------- | ----------------------------------------- |
| 2013 | Nguyễn Thị Anh     | Hà Nội                | -                                    | Top 10         | Không                                     |
| 2014 | Nguyễn Lê Mỹ Linh  | California, Hoa Kỳ    | -                                    | Không đạt giải | Không                                     |
| 2017 | Đỗ Trần Khánh Ngân | Đồng Nai              | Á quân The Face Việt Nam 2016        | Miss Globe     | Top 5 Miss Popular Vote Top 8 Miss Talent |
| 2018 | Huỳnh Thị Yến Nhi  | Thành phố Hồ Chí Minh | Á khôi Áo Dài Việt Nam 2016          | Top 15         | Không                                     |
| 2022 | Lâm Thị Thu Hồng   | Bà Rịa - Vũng Tàu     | Hoa hậu Hoàn cầu Việt Nam 2022       | Á hậu 4        | Best National Costume                     |
| 2024 | Đỗ Hà Trang        | Nam Định              | Á hậu Du lịch Việt Nam Toàn cầu 2024 | Á hậu 4        | People's Choice                           |